# Casalotti
Casalotti är Roms fyrtioåttonde zon och har beteckningen Z. XLVIII. Zonen är uppkallad efter Via di Casalotti. Zonen Casalotti bildades år 1961. 
Casalotti gränsar till Santa Maria di Galeria, La Storta, Ottavia, Trionfale, Aurelio och Castel di Guido.

## Kyrkobyggnader
- Santa Maria
- Santi Mario e Marta
- Santa Maria di Loreto
- Santa Maria di Nazareth
- Santa Rita da Cascia
- Santa Gemma Galgani
- Cappella della Madonna del Rosario
- Collegio Internazionale di Terra Santa, numera Convento dei Frati Francescani dell'Immacolata
- Curia Generalizia dei Fratelli Cristiani d'Irlanda
- Santuario di Schönstatt
- Santi Martiri di Selva Candida

## Arkeologiska lokaler
- Romersk villa vid Via di Casalotti

## Övrigt
- Castrum Buccejae
- Casale di Boccea
- Castello di Porcareccia
- Casale Cavallari
- Centro di sperimentazione Ente Nazionale per la Cellulosa e la Carta
- Fontana delle Carrozze

## Bilder
| - Romersk villa vid Via di Casalotti. - Fontana delle Carrozze. |